# Doncaster (stacja kolejowa)
Doncaster (Doncaster railway station) – stacja kolejowa w Doncaster, w Anglii. Stacja ma 4 perony i obsługuje 2,772 mln pasażerów rocznie.